# Detroit Free Press
Detroit Free Press este cel mai mare cotidian american din orașul Detroit, Michigan. Unii localnici îl numesc și astăzi "The Friendly" ("Prietenosul"), după o campanie publicitară a ziarului din anii '70. Publicația este deținută de compania Gannett.